# ウィリス・スウィート
ウィリス・スウィート(Willis Sweet, 1856年1月1日-1925年7月9日)は、アメリカ合衆国バーモント州出身の政治家。1890年にアイダホ州が州に昇格した際、同州初の連邦下院議員(共和党)を務めた。アイダホ州西部の銀鉱業に資金を投入するため、「フリーシルバー(en)」(銀貨の自由鋳造を求める政治的運動)に参加したが、金本位制支持派に敗れた。

## 経歴
スウィートは1856年にバーモント州アルバラで生まれた。ネブラスカ大学リンカーン校を卒業後、リンカーンで印刷業を営んでいたが、1881年にアイダホ準州のモスコーに移った。1882年に「Moscow Mirror」の初代編集者となった。1889年に弁護士資格を取得した後、アイダホ州第1司法地区裁判官やアイダホ州最高裁判所準裁判官などを歴任した。また、アイダホ準州議会議員として、アイダホ大学のモスコーへの誘致に尽力し、同大学の初代理事長を務めた。
1890年から1895年まで下院議員を務めたスウィートは、アイダホ州西部の銀鉱山の活性化のため、銀貨の自由鋳造(フリーシルバー(en))を求めていた。1896年大統領選挙では、金本位制を掲げていたウィリアム・マッキンリーが共和党大統領候補に指名された。スウィートは共和党員だったものの、民主党・人民党・銀共和党から支援を受けていたウィリアム・ジェニングス・ブライアン候補を支持した。ブライアンは金本位制に反発し、フリーシルバーを唱えていた。
1896年に上院議員候補となったが、アイダホ州下院議員で人民党のヘンリー・ハイトフェルドに敗れた。アイダホ州北部のコーダレーンで弁護士をしていたが、1903年にプエルトリコの司法長官に任命され、同地に赴任する。1905年に司法長官退任した後は、サンフアンで新聞編集者として務めていた。

## エポニム
- ウィリス・スウィート寮：1936年に設立されたアイダホ大学の学生寮[8]。2018年現在、教員事務棟であるキャロル・ライリー・ブリンク・ホールとなっている[9][10]。